# Geschichte der Genossenschaft
Die Geschichte der Genossenschaft beschreibt die historischen Ereignisse vom Beginn der Genossenschaftsidee und ihre ersten praktischen Umsetzungen bis in die heutige Zeit.

## Geschichte
Im Mittelalter entwickelten sich Zusammenschlüsse für einen gemeinsamen Zweck („Einungen“). Beispiele sind Beerdigungsgenossenschaften, um den Genossen ein angemessenes Begräbnis zu ermöglichen, oder eine Genossenschaft, um einen Deich zu erhalten. Im Bergbau bildeten sich die Knappschaften heraus (Beispiel Goslar). Im Alpenraum schlossen sich die Siedler zu „Alpgenossenschaften“ zusammen, weil Erneuerungen der Alpwirtschaft ein Gemeinwerk erforderten. Die Genossenschaft regelte die gemeinschaftliche Nutzung der Weiden und Alpen und beschränkten die Veräußerung des Gemeineigentums.
Das moderne Genossenschaftswesen folgte der Industrialisierung. Es ist kein Zufall, dass die Geschichte in Großbritannien beginnt, denn hier stand auch die Wiege der Industrie und damit der Arbeiterbewegung. Als Begründer der ersten Genossenschaftsbewegung gilt der britische Unternehmer Robert Owen (1771–1858): 1799 begann er in seiner Baumwollspinnerei in New Lanark (Schottland) ein Experiment für menschenwürdigere Arbeits- und Lebensbedingungen. Dadurch angeregt, wurden weitere Genossenschaften gegründet. Die erste Genossenschaft, die als Modell für Nachahmer entwickelt wurde, war die Rochdale Society of Equitable Pioneers: 1844 gründeten 28 Arbeiter der ansässigen Textilindustrie in Rochdale in Nordengland eine Genossenschaft. Durch ihre größere Marktmacht sollte sie niedrigere Preise garantieren. „Dem Genossenschaftsmodell lagen die Rochdaler Grundsätze der demokratischen Entscheidungen und des Rückvergütungsprinzips zugrunde“.
Durch die Kraft der Gemeinschaft werden Einzelne in die Lage versetzt, sich selbst zu helfen, entsprechend dem Motto von Friedrich Wilhelm Raiffeisen „Was einer alleine nicht schafft, das schaffen viele“.

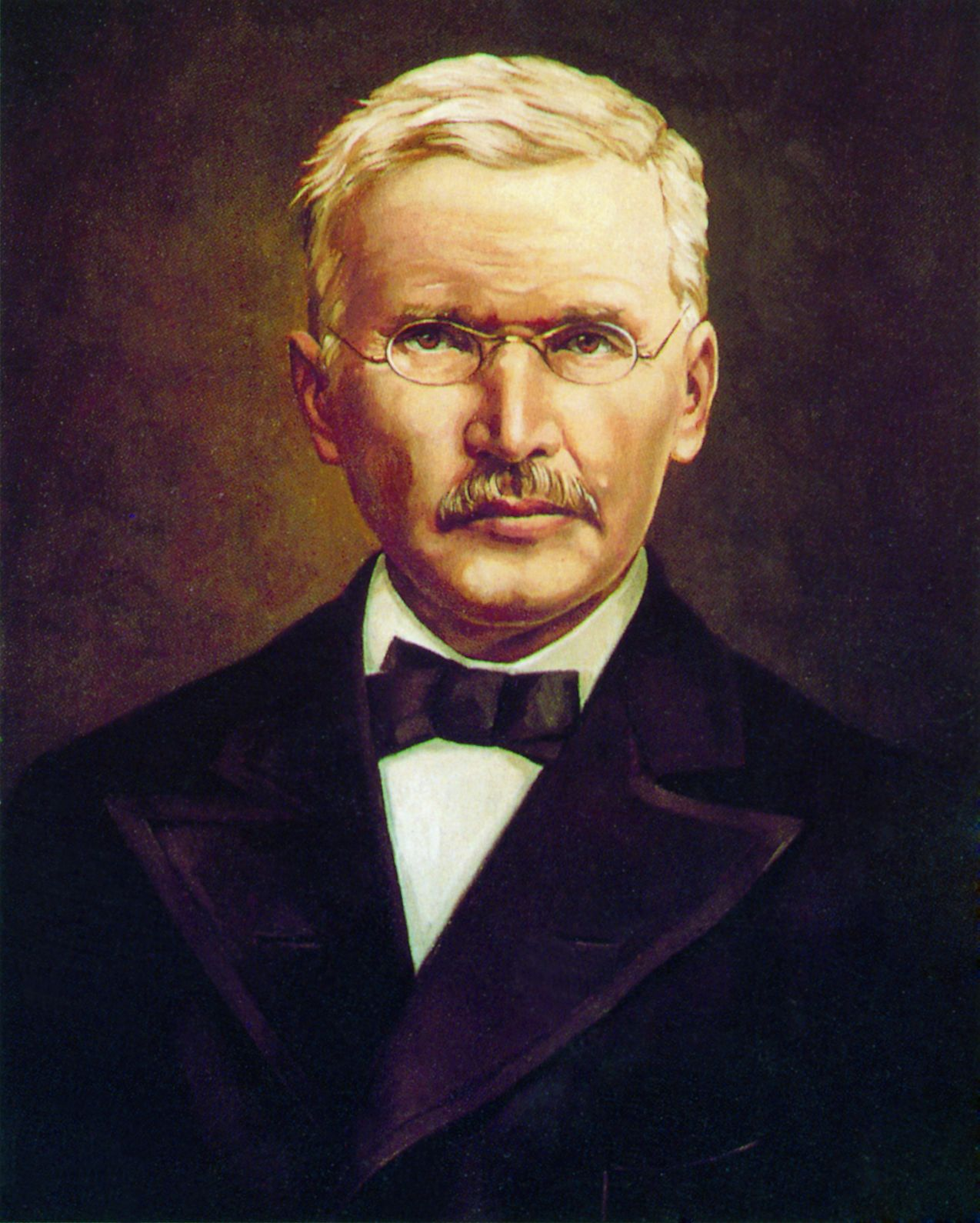
Friedrich Wilhelm Raiffeisen, einer der Gründungsväter der Genossenschaften in Deutschland

### Deutschsprachiger Raum
Im deutschsprachigen Raum schufen zwei Gründerväter etwa gleichzeitig und unabhängig voneinander erste Genossenschaftsmodelle. Neu war in Deutschland vor allem der kreditgenossenschaftliche Ansatz. 1847 rief Friedrich Wilhelm Raiffeisen (1818–1888) in Weyerbusch den ersten wohltätigen Hilfsverein zur Unterstützung der notleidenden ländlichen Bevölkerung ins Leben, den Weyerbuscher Brodverein. Er gründete 1852 den „Heddesdorfer Wohlthätigkeitsverein“, aus dem 1864 der „Heddesdorfer Darlehnskassenverein“ hervorging. 1862 entstand in Anhausen im Westerwald eine Darlehnskasse, die als die erste Genossenschaft im Raiffeisen’schen Sinne gilt (siehe Raiffeisen). Anhausen gehörte zur Samtgemeinde (Gemeindeverbund) Heddesdorf, dessen Bürgermeister Raiffeisen war.

Deutsches Genossenschaftsmuseum in Delitzsch und Gründungshaus der „Schuhmacher-Assoziation“, der ersten gewerblichen Genossenschaft im Jahr 1849

Zur selben Zeit rief Hermann Schulze-Delitzsch (1808–1883) in Delitzsch eine Hilfsaktion ins Leben, die den in Not geratenen Handwerkern zugutekam. Nach den Grundsätzen der Selbsthilfe, Selbstverwaltung und Selbstverantwortung gründete er 1847 die „Rohstoffassoziation“ für Tischler und Schuhmacher und 1850 den gemeinnützigen „Vorschussverein“. 1849 und 1850 gründeten Bürger in Bad Düben und Eilenburg „Darlehnskassenvereine“. Noch vor Schulze-Delitzsch setzten dessen Initiatoren auf die „Solidarhaft“ (Gesamtschuld). Schulze-Delitzsch wandelte seinen Delitzscher Wohltätigkeitsverein in einen Darlehnskassenverein um. Heute gehört das Geschäftsgebiet der drei ältesten sächsischen Kreditgenossenschaften zur Volksbank Delitzsch eG (vergleiche auch die katholische Darlehnskasse Münster).
Bereits vor Schulze-Delitzsch und Raiffeisen gab es in Deutschland Genossenschaften und Genossenschaftsbanken. Die älteste bekannte Kreditgenossenschaft der Welt ist die Privatsparkasse zu Lerbach. Sie wurde im späten 18. Jahrhundert in Lerbach im Harz als Sterbeversicherung von Bergarbeitern gegründet. 2006 fusionierte die Privatsparkasse und ist heute Teil der Volksbank im Harz. Die heute älteste am Standort bestehende Genossenschaftsbank ist die Volksbank Hohenlohe eG. Sie wurde 1843 als Privatspar- und Leihkasse in Öhringen gegründet. Sie gilt als ältester Vorläufer der Volksbanken, weil Schulze-Delitzsch sie 1859 auf dem Vereinstag Deutscher Vorschuss- und Kreditvereine in Weimar als Genossenschaftsbank seines Modells anerkannte.
Die Ideen der liberalen Genossenschaftsbewegung beflügelten zunächst die Gründungen zahlreicher gewerblicher Kreditgenossenschaften. In den 1860er Jahren fanden sie große Resonanz in der sich neu gründenden deutschen Arbeiterbewegung, insbesondere Ferdinand Lassalle orientierte sich mit seinen Sozialismusvorstellungen stark an der Genossenschaftsidee. Zu einer größeren Gründungswelle sozialistischer Genossenschaften kam es jedoch erst nach Gesetzesänderungen in den 1890er Jahren. Unter den liberalen als auch zwischen den liberalen und den sozialistischen Genossenschaftsbewegungen kam es zu erheblichen Konflikten, die auch in der Gesetzgebung ihre Spuren hinterließen.
Etwa gleichzeitig etablierte sich das Genossenschaftsprinzip im Einzelhandel. So schufen im Jahr 1850 Handwerker und Arbeiter wiederum in Eilenburg mit der „Lebensmittelassociation“ die erste Konsumgenossenschaft in Deutschland, deren Tradition bis in die jüngste Vergangenheit von der Konsumgenossenschaft Sachsen Nord weitergeführt wurde. Der schweizerische Einzelhandel wird noch heute von den Genossenschaften Migros und Coop dominiert. 1948 gründete sich die Schweizer Selbstfahrergenossenschaft (SEFAGE) als erstes dokumentiertes Carsharing-Unternehmen.
Die Förderung der Genossenschaften als staatliche Aufgabe wurde in die neuen Landesverfassungen von Bayern, Hessen, des Saarlandes, Hamburg und Bremen aufgenommen. 1986 gründete sich der Bundesverein zur Förderung des Genossenschaftsgedankens (BzFdG). Auch waren die Wohnungsbaugenossenschaften bis 1990 durch die Wohnungsgemeinnützigkeit von Steuern befreit und gefördert.
Die große Koalition zwischen CDU und SPD bezeichnete 2018 in ihrem Koalitionsvertrag „…Genossenschaften als nachhaltige und krisenfeste Unternehmensform…“.

### Deutsche Demokratische Republik
In der DDR gab es ebenfalls Genossenschaften. Diese sozialistischen Genossenschaften entsprechen nicht der Definition in der Einleitung des Artikels. Gemeinsam ist ihnen der Name. Die DDR-Führung nutzte die positiv besetzte Vokabel (Framing), um die Überführung von Privatvermögen in Volksvermögen durchzuführen. Dabei kam es dem Staat nicht darauf an, die Vermögenswerte zu übernehmen, um sie zu veräußern. Es reichte zunächst, dass Grundstücke, Betriebe und Vermögenswerte der privaten Verfügungsgewalt der Privateigentümer entzogen wurden. Die Entscheidungen über die Verwendung von Flächen erfolgte nach planwirtschaftlichen Erfordernissen.
Formal waren die Genossen Anteilseigner. Es gab keine juristisch fairen Genossenschaftsversammlungen, auf der die Mitglieder Rechte durchsetzen konnten. Der Einfluss der Genossen auf die Führung insbesondere in den LPG war nicht gegeben. Es gab auch keine Gewinnausschüttungen auf Basis der Anteile im Sinne einer Dividende, über die abgestimmt worden wäre. Soweit es einzelnen Genossenschaftstypen, wie den PGH, gelang, erfolgreicher als die sozialistischen Genossenschaften zu wirtschaften, wurde die Gesetzgebung regelmäßig geändert, um die Probleme der sozialistischen Genossenschaften nicht noch deutlicher sichtbar werden zu lassen.
In der Sowjetischen Besatzungszone wurde die Neu- bzw. Wiedergründung von Genossenschaften durch Befehle der Sowjetischen Militäradministration in Deutschland (SMAD) geregelt. Mit dem Befehl 146 vom 20. November 1945 wurde den Ländlichen Raiffeisengenossenschaften die Wiederaufnahme der Tätigkeit gestattet. Diese wurden 1949 in „Landwirtschaftliche Dorfgenossenschaften“ umgewandelt. Parallel dazu entstand die Vereinigung der gegenseitigen Bauernhilfe (VdGB), welche 1950 mit den Landwirtschaftlichen Dorfgenossenschaften zu einer Massenorganisation vereinigt wurde. Ab 1952 wurden Landwirtschaftliche Produktionsgenossenschaften (LPG) errichtet.
Die Wiedererrichtung der bis 1935 aufgelösten Konsumgenossenschaften wurde durch den Befehl Nr. 176 vom 18. Dezember 1945 angeordnet. Der Befehl sah gleichzeitig vor, dass den neuen Genossenschaften das Altvermögen der liquidierten Konsumgenossenschaften zu übertragen war. Die Wiederaufnahme der Geschäftstätigkeit von Genossenschaftsbanken „zum Zwecke der beschleunigten Entwicklung der gewerblichen Erzeugung“ wurde mit Befehl 14 vom 15. Januar 1946 gestattet.
Die Verfassung der DDR legte in ihrer Fassung vom 7. Oktober 1949 hinsichtlich der Rolle der Genossenschaften in der Wirtschaftsordnung im Artikel 27 Absatz 4 fest: „Die Konsum-, Erwerbs- und Wirtschaftsgenossenschaften sowie die landwirtschaftlichen Genossenschaften und deren Vereinigungen sind unter Berücksichtigung ihrer Verfassung und Eigenart in die Gemeinwirtschaft einzugliedern.“
Im Bereich der Wohnungswirtschaft kam es zu unterschiedlichen Entwicklungen. Am 10. Dezember 1953 beschloss der Ministerrat der DDR die „Verordnung über die weitere Verbesserung der Arbeits- und Lebensbedingungen der Arbeiter und der Rechte der Gewerkschaften“ über die Zulassung der Arbeiterwohnungsbaugenossenschaften als freiwilliger Zusammenschluss von Arbeitern, Angestellten und Angehörigen der Intelligenz zum genossenschaftlichen Bau und Erhalt von Wohnungen. Im Rahmen der staatlichen Wohnungspolitik wurden sie unter anderem mit zinslosen Krediten von der Staatsbank gefördert. Die noch aus der Zeit vor 1945 bestehenden gemeinnützigen Wohnungsgenossenschaften wurden in der DDR erst 1957 revitalisiert und in Gemeinnützige sozialistische Wohnungsbaugenossenschaften (GWG) umgestaltet. In Berlin kam es wegen der Teilung der Stadt und abweichender rechtlicher Zuständigkeit teilweise zur staatlichen bzw. juristischen Zwangsverwaltung von genossenschaftlichem Eigentum. Im Unterschied zu den AWG war die Mitgliedschaft bei den GWG nicht an einen bestimmten Arbeitgeber gebunden. Gemeinsam war beiden Formen hingegen, dass die Mitglieder für den Bau von Genossenschaftswohnungen praktische Arbeitsleistungen erbringen mussten – entweder am Objekt selbst oder allgemein im Baugewerbe. Diese Leistungen wurden erst ab den 1970er Jahren mit der zunehmenden Mechanisierung des Baugeschehens und der Einführung der Plattenbauweise nach und nach durch die Zahlung von Anteilen durch die Genossenschaftsmitglieder ersetzt. Bis 1988 stieg der genossenschaftliche Wohnungsbestand in der DDR auf ca. 1 Million.
Als Wirtschaftsunternehmen unterlagen die Genossenschaften der staatlichen Kontrolle und Einflussnahme. Ihre Rolle wurde beispielsweise wie folgt definiert:
- „Organisationsform des freiwilligen, gleichberechtigten Zusammenschlusses einer bestimmten Gruppe von Menschen zur Wahrnehmung spezifisch ökonomischer Interessen die vorwiegend in der Produktions- (Produktionsgenossenschaft) und Zirkulationssphäre (Verbrauchergenossenschaft). Grundlage der Genossenschaft ist das genossenschaftliche Eigentum. Genossenschaften sind kollektive Einrichtungen. Sie tragen begrenzten, auf Kollektive ausgerichteten Charakter und können nicht einzige ökonomische Grundlage einer Gesellschaftsordnung sein; sie können aber die ökonomische Basis für eine Klasse innerhalb der Gesellschaft bilden. Der Charakter einer Genossenschaft wird stets von den herrschenden Produktionsverhältnissen bestimmt.“[19] (Quelle: BI-Universallexikon A–Z, Bibliographischen Institut Leipzig (Hg.) 1989)

Weiterhin gab es in der DDR Produktionsgenossenschaften des Handwerks (PGH), Gärtnerische Produktionsgenossenschaften (GPG), Produktionsgenossenschaften der Binnenfischer (PGB) und Fischereiproduktionsgenossenschaften der See- und Küstenfischer (FPG).

### International
Der Internationale Genossenschaftstag (International Cooperative Day) wird seit 1923 durch die International Co-operative Alliance gefeiert und findet alljährlich am ersten Samstag im Juli statt. Er soll das Bewusstsein für Genossenschaften schärfen und internationale Solidarität, ökonomische Effizienz, Gleichheit und Weltfrieden als Erfolge und Ideale der Genossenschaftsbewegung feiern und fördern. Er soll zudem die Zusammenarbeit zwischen der internationalen Genossenschaftsbewegung und der Gesellschaft auf allen Ebenen fördern. Seit 1917 existiert in Großbritannien die Co-operative Party, die sich explizit genossenschaftlichen Prinzipien und einer Förderung entsprechenden Wirtschaftens verschreibt. Neben den Ursprüngen zahlreicher sozialdemokratischer Parteien zählte auch die Co-operative Commonwealth Federation (CCF) Kanadas zu einer explizit genossenschaftlich orientierten Partei.
Im Jahr 1992 wurde der erste Samstag des Juli 1995 von den Vereinten Nationen als der United Nations International Day of Cooperatives ‚UN Internationaler Tag der Genossenschaften‘ ausgerufen, der seitdem weltweit jährlich an diesem Tag gefeiert wird. Der Tag verweist auf den gemeinsamen Beitrag der Genossenschaftsbewegung zusammen mit den Vereinten Nationen zur Lösung globaler Fragen. Er soll, laut der 1995 von den Vereinten Nationen aufgestellten Zielsetzung, das Bewusstsein für Genossenschaften schärfen, auf die gegenseitige Ergänzung und Gemeinsamkeiten der Ziele der Genossenschaftsbewegung und der Vereinten Nationen hinweisen und den Beitrag der Genossenschaften zur Lösung der durch die Vereinten Nationen zur Sprache gebrachten Themen unterstreichen. Er soll zudem, wie bereits der International Cooperative Day, auch die Zusammenarbeit zwischen der internationalen Genossenschaftsbewegung und der Gesellschaft fördern.
Das Jahr 2012 wurde von den Vereinten Nationen zum Jahr der Genossenschaften erklärt; 2025 wurde ebenfalls den Genossenschaften gewidmet. In Indien wurde 2021 unter der Regierung Modi das Ministry of Co-operation gegründet, das sich als Bundesministerium der Förderung und Vergrößerung der landesweiten Genossenschaftsbewegung widmen soll und nach den Wahlen 2024 mit dem Innenministerium verbunden wurde. Erster Minister ist Amit Shah.
Die Vereinten Nationen haben 2025 als Internationales Jahr der Genossenschaften ausgerufen.